# Roland, Oklahoma
Roland är en kommun (town) i Sequoyah County i Oklahoma. Vid 2010 års folkräkning hade Roland 3 169 invånare.